# Grand Prix Evropy 2005

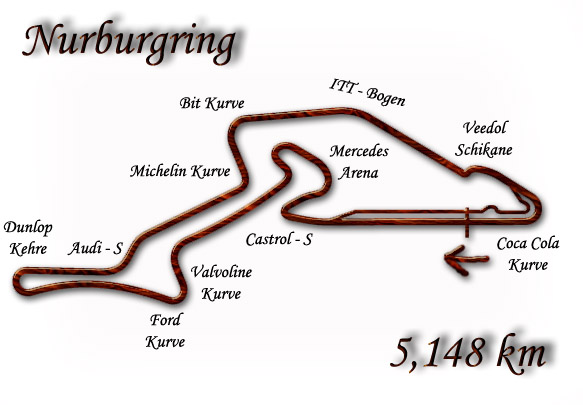
Nákres okruhu

Grand Prix Evropy XLIX Grosser Pries von Europa
- 29. květen 2005
- Okruh Nürburgring
- 60 kol x 5,148 km = 308,863 km
- 738. Grand Prix
- 5. vítězství Fernanda Alonsa
- 22. vítězství pro Renault

## Výsledky
| Pozice | Jezdec               | Vůz            | Čas         |
| ------ | -------------------- | -------------- | ----------- |
| 1      | Fernando Alonso      | Renault R 25   | 1h31:46"648 |
| 2      | Nick Heidfeld        | Williams FW 27 | á 0:16"567  |
| 3      | Rubens Barrichello   | Ferrari F 2005 | á 0:18"549  |
| 4      | David Coulthard      | Red Bull RB 1  | á 0:31"588  |
| 5      | Michael Schumacher   | Ferrari F 2005 | á 0:50"445  |
| 6      | Giancarlo Fisichella | Renault R 25   | á 0:51"932  |
| 7      | Juan Pablo Montoya   | McLaren MP4/20 | á 0:58"173  |
| 8      | Jarno Trulli         | Toyota TF 105  | á 1:11"091  |
| 9      | Vitantonio Liuzzi    | Red Bull RB 1  | á 1:11"529  |
| 10     | Jenson Button        | B.A.R 007      | á 1:35"786  |
| 11     | Kimi Räikkönen       | McLaren MP4/20 | á 1 kolo    |
| 12     | Takuma Sató          | B.A.R 007      | á 1 kolo    |
| 13     | Jacques Villeneuve   | Sauber C 24    | á 1 kolo    |
| 14     | Felipe Massa         | Sauber C 24    | á 1 kolo    |
| 15     | Tiago Monteiro       | Jordan EJ 15   | á 1 kolo    |
| 16     | Narain Karthikeyan   | Jordan EJ 15   | á 1 kolo    |
| 17     | Christijan Albers    | Minardi PS 05  | á 2 kola    |
| 18     | Patrick Friesacher   | Minardi PS 05  | á 3 kola    |
| Kolo   | Odstoupili           | -              | -           |
| 33     | Ralf Schumacher      | Toyota TF 105  | Hodiny      |
| 0      | Mark Webber          | Williams FW 27 | Nehoda      |

### Nejrychlejší kolo
- Fernando ALONSO Renault 	1'30711 - 204.306 km/h

### Vedení v závodě
- 1-18 kolo Kimi Räikkönen
- 19 kolo David Coulthard
- 20-23 kolo Fernando Alonso
- 24-29 kolo Kimi Räikkönen
- 30 kolo Nick Heidfeld
- 31-43 kolo Kimi Räikkönen
- 44-47 kolo Fernando Alonso
- 48-58 kolo Kimi Räikkönen
- 59 kolo Fernando Alonso

### Postavení na startu
| 1. řada  | 1                    | 2                  |
|          | Nick Heidfeld        | Kimi Räikkönen     |
|          | Williams             | McLaren            |
|          | 1'30,081             | 1'30,197           |
| 2. řada  | 3                    | 4                  |
|          | Mark Webber          | Jarno Trulli       |
|          | Williams             | Toyota             |
|          | 1'30,368             | 1'30,700           |
| 3. řada  | 5                    | 6                  |
|          | Juan Pablo Montoya   | Fernando Alonso    |
|          | McLaren              | Renault            |
|          | 1'30,890             | 1'31,056           |
| 4. řada  | 7                    | 8                  |
|          | Rubens Barrichello   | Ralf Schumacher    |
|          | Ferrari              | Toyota             |
|          | 1'31,249             | 1'31,392           |
| 5. řada  | 9                    | 10                 |
|          | Giancarlo Fisichella | Michael Schumacher |
|          | Renault              | Ferrari            |
|          | 1'31,566             | 1'31,585           |
| 6. řada  | 11                   | 12                 |
|          | Felipe Massa         | David Coulthard    |
|          | Sauber               | Red Bull           |
|          | 1'32,205             | 1'32,553           |
| 7. řada  | 13                   | 14                 |
|          | Jenson Button        | Vitantonio Liuzzi  |
|          | B.A.R.               | Red Bull           |
|          | 1'32,594             | 1'32,642           |
| 8. řada  | 15                   | 16                 |
|          | Jacques Villeneuve   | Takuma Sato        |
|          | Sauber               | B.A.R.             |
|          | 1'32,891             | 1'32,926           |
| 9. řada  | 17                   | 18                 |
|          | Tiago Monteiro       | Patrick Friesacher |
|          | Jordan               | Minardi            |
|          | 1'35,047             | 1'35,954           |
| 10. řada | 19                   | 20                 |
|          | Narain Karthikeyan   | Christijan Albers  |
|          | Jordan               | Minardi.           |
|          | 1'36,192             | 1'36,239           |
| -------- | -------------------- | ------------------ |

### Zajímavosti
- Rubens Barrichello po 50 obsadil 2 nebo 3 příčku.
- Nick Heidfeld stál poprvé na pole position
- Stáj Red Bull byla poprvé v čele závodu
- Nick Heidfeld poprvé ve své kariéře vedl